# آرامگاه پیغمبران
بقعه پیغمبران مربوط به دوره قاجار است و در سمنان، ۲۰ کیلومتری شرق شهر واقع شده و این اثر در تاریخ ۵ آذر ۱۳۸۰ با شمارهٔ ثبت ۴۴۲۶ به‌عنوان یکی از آثار ملی ایران به ثبت رسیده است.